# Lytechinus pictus
Lytechinus pictus är en sjöborreart som först beskrevs av Addison Emery Verrill 1867.  Lytechinus pictus ingår i släktet Lytechinus och familjen Toxopneustidae. Inga underarter finns listade i Catalogue of Life.